# Leif Dunfjeld
Leif Arnold Dunfjeld, född 2 april 1943, död 15 augusti 2014, var en sydsamisk norsk jurist.
Leif Dunfjeld var son till duodji-slöjdaren Lars Dunfjeld och bror till konsthistorikern Maja Dunfjeld. Han avlade ämbetsexamen vid Universitetet i Oslo 1972. Han arbetade under stora delar av sitt liv med same- och ursprungsfolksrättsliga frågor. 
Leif Dunfjeld blev i unga år engagerad i samepolitiska frågor och bidrog bland annat till att grunda Norske Samers Riksforbund 1968. Åren 1970–1971 var han sekreterare i Norske Reindriftsamers Landsforbund.
Han arbetade efter examen som advokat fram till slutet av 1980-talet, och representerade därvid bland annat Norske Reindriftsamers Landsforbund, olika renbetesdistrikt och Máze Bygdelag i domstolsmål. Han arbetade under en period också som forskare, sektionschef och styrelseledamot för Samisk forskningsinstitutt i Kautokeino, och blev i slutet av 1980-talet också delaktig i etableringen av Rettshjelpkontoret for Indre Finnmark, som han också var chef för 1987-1989. Från mitten av 1980-talet arbetade Leif Dunfjeld som representant för World Council of Indigenous Peoples i utarbetandet av ILO-konventionen om ursprungsfolkens rättigheter. Senare arbetade han också som rådgivare för Samerådet och var där aktiv i förhandlingarna i ILO om Konventionen om ursprungsfolk och stamfolk.
År 1992 blev Leif Dunfjeld byråchef i dåvarande Kommunal- og arbeidsdepartementets avdelning för same- och minoritetspolitik. Här medverkade han i norska myndigheters arbete med samiska rättigheter och internationell ursprungsfolkspolitik.. Speciellt arbetade Leif Dunfjeld med Samerettsutvalget, Finnmarkslagen, 1972 års svensk-norska renbeteskonvention, Nordisk Samekonvention och FN:s deklaration om ursprungsfolkens rättigheter. År  2006 anställdes Dunfjeld i Sametinget, där han till stor del arbetade med samma områden: ursprungsfolkens rättigheter och internationella frågor.